# Jorge Cassandro
Jorge Cassandro (em alemão: Georg Cassander; em latim: Georgius Cassander; (Pittem, Flandres, 15 de agosto de 1513 — Colônia, 3 de fevereiro de 1566) foi um humanista e teólogo alemão. Deu aulas de teologia e literatura em Bruges.

## Vida
Nascido em Pittem, perto de Bruges, foi muito cedo para Leuven, onde se formou em 1533. Em 1541 foi nomeado professor de belles-lettres em Bruges, mas renunciou dois anos depois, em parte por um desejo natural de viajar para instrução, e em parte em consequência da oposição despertada por seus pontos de vista pró-Reforma.
Em suas viagens, que foram realizadas na companhia, e às custas de seu amigo, Cornelius Wouters, ele visitou Roma, e em 1544 veio para Colônia, onde se estabeleceu definitivamente no verão de 1549. Ele logo abandonou os clássicos para o estudo da Bíblia e questões eclesiásticas, e já havia publicado vários tratados clássicos, bíblicos e patrísticos, quando em 1556 iniciou uma série de obras litúrgicas. Depois de um profundo estudo dos pontos de diferença entre as igrejas católica e reformada, dedicou-se ao projeto de reunião, antecipando assim os esforços de Gottfried Leibniz.
Jacques Auguste de Thou descreveu Cassandro como "... modesto, sem arrogância; e ele era tão ardente em seus desejos de uma união religiosa, e fez tantas concessões para a realização desse objetivo, quanto se poderia esperar de uma pessoa que continuou na comunhão católica".
Ele morreu em Colônia em 3 de fevereiro de 1566. A edição completa de suas obras foi publicada em 1616 em Paris.

## Obras
- Hymni ecclesiastici, praesertim qvi ambrosiani dicvntvr, mvltis in locis recogniti, et multorum Hymnorum acceßione locupletati. Cum Scholijs, oportunis in locis adiectis, et Hymnorum Indicè. Colônia (1556)
- De sacra commvnione christiani popvli in vtraque panis & vini specie. Sítne eius restitutio Catholicis hominibus optanda, etiamsi iure diuino non simpliciter necessaria habeatur. Consultatio cuiusdam paci Ecclesiae optimè consultum cupientis. Colônia (1564)
- Georgii cassandri de articvlis religionis inter catholicos et protestantes controversis consvltatio, ad ... imperatores avgvstos ferdinandvm i. et maximilianvm II. Colônia (1577)